# Pedro Indíveri Colucci
Pedro Indíveri Colucci  (8 de Dezembro de 1879 — 1987) foi um médico naturopata de origem italiana radicado em Portugal. Juntamente com Amílcar de Sousa, João Bentes Castel-Branco, Luciano Silva, Lyon de Castro e Fred Vasques Homem, foi um dos principais introdutores da Naturopatia e da Medicina alternativa em Portugal.
O Dr. Pietro Indíveri Colucci foi director e proprietário da revista Natura: revista mensal de Saúde pela terapêutica natural e alimentação racional, educação física, campismo e cultura social. 
Publicou alguns livros de curas naturais com grande sucesso. O seu livro Higiene e Terapia Alimentares e Profilaxia das Doenças de Origem Artrítica em 1986 já tinha 18 edições! 
No seu instituto de Paço de Arcos, curou através da Medicina natural milhares de doentes, inclusive médicos, muitos deles considerados como perdidos pela medicina convencional. A maioria dos doentes que recorriam ao Dr. Colucci eram pessoas já desesperadas que, depois de terem recorrido a inúmeros médicos cotados, gastando grandes quantidades de dinheiro durante vários anos, e tendo-se submetido aos mais diversos tratamentos, tinham sido, finalmente classificados de «incuráveis». Recorrendo então ao Instituto do Dr. Colucci, depois de terem ouvido falar das curas «milagrosas» que aí se realizavam, estes doentes, muitas vezes às portas da morte, curavam-se radicalmente em poucos meses, por meio dos métodos naturais (sem medicamentos de espécie alguma e seguindo sempre um regime vegetariano adaptado a cada caso especifico), escapando assim à morte prematura e, em muitos casos, a operações dadas, pela medicina oficial, como «inevitáveis».
Ele prescrevia um regime vegetariano, com exclusão de todas as espécies de carne (branca e vermelha) e produtos derivados da carne, assim como de peixes, mariscos, moluscos e crustáceos, que considerava “altamente tóxicos”
O Dr. Colucci foi condecorado pelo governo francês com as medalhas «Grande Prémio Humanitário de França» e «Mérito e Devoção». A revista Vida Sã, editada pela Sociedade Portuguesa de Naturalogia informou que Colucci ainda trabalhava no seu instituto aos 103 anos.
O livro Meio Século ao Serviço da Humanidade (1979) de Nunes Torrão documenta o seu trabalho como naturopata. Essa obra foi publicada em francês em 1983.
O livro Alimentação Natural (1979), de Lilialves foi-lhe dedicado.
Hoje existe em Paço de Arcos uma Associação e uma rua com o seu nome. Na Sociedade Portuguesa de Naturalogia, em Lisboa, associação da qual foi sócio honorário, também existe uma sala como o seu nome.

## Obras publicadas
- Dr. Indíveri Colucci, A Cura da Sífilis, Lisboa, 1953.
- Dr. Indíveri Colucci, Higiene e Terapia Alimentares e Profilaxia das Doenças de Origem Artrítica, 3ª ed., Lisboa, 1957, 18ª edição, Lisboa, 1986.
- Dr. Indíveri Colucci, Prisão de Ventre: Suas Causas e Cura pelos Meios Naturais, Lisboa, 1980.